# Aythya nyroca

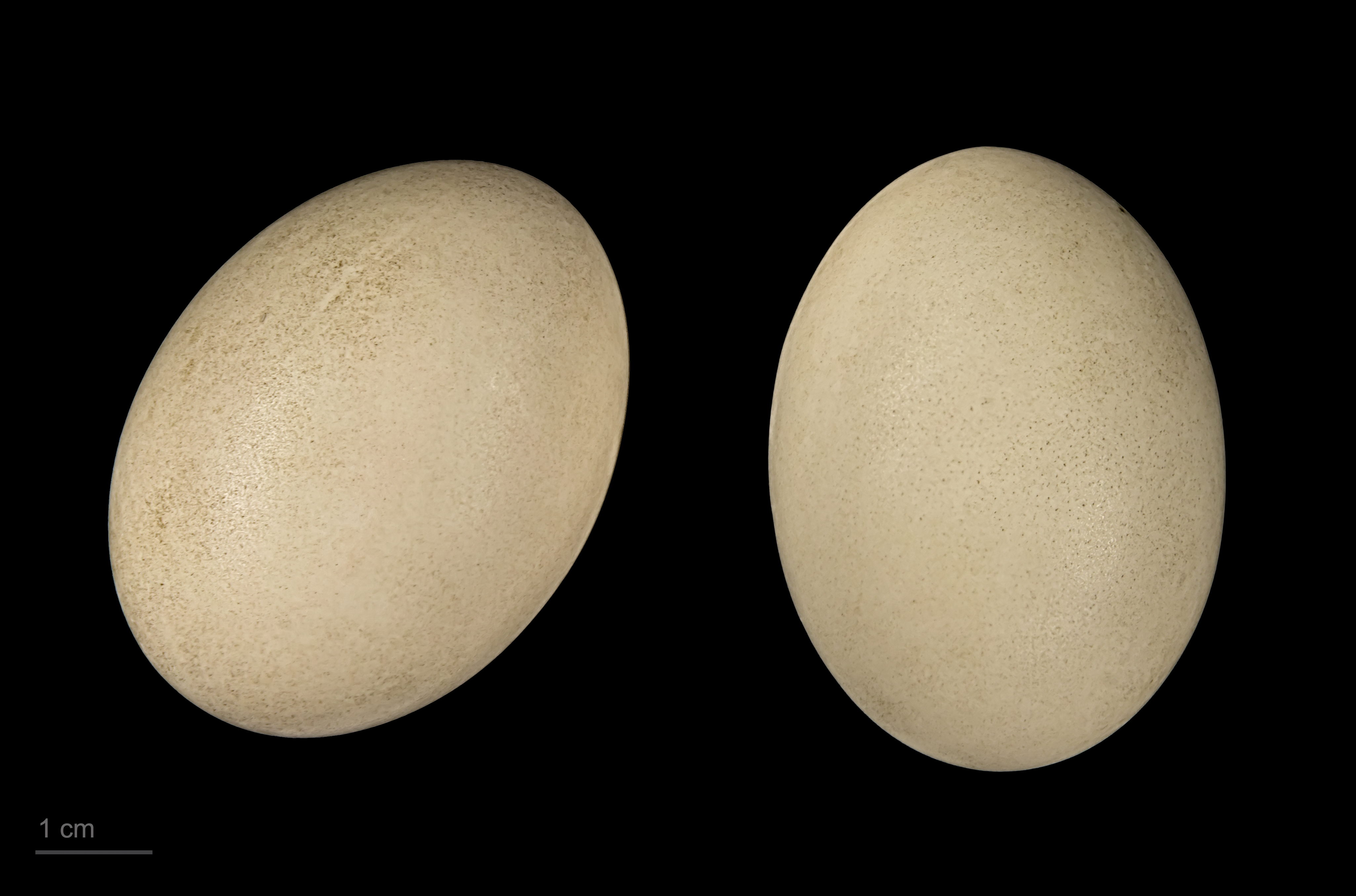
Aythya nyroca

La  moretta tabaccata (Aythya nyroca, Güldenstädt, JA 1770) è un uccello anseriforme appartenente alla famiglia degli Anatidi.

## Sistematica
Non ha sottospecie, è monotipico.

## Aspetti morfologici
Il maschio adulto presenta una colorazione castano carico con il dorso più scuro e l'occhio bianco. Il sottocoda bianco candido aiuta a distinguere questa specie dalla moretta eurasiatica. La femmina è simile al maschio ma ha colori più spenti e l'occhio è castano scuro.

## Distribuzione e habitat
Il loro habitat di nidificazione sono le paludi e i laghi con acque profonde un metro o più. Queste anatre nidificano in Europa meridionale e orientale e in Asia meridionale e occidentale. Sono abbastanza migratrici e svernano un po' più a sud nel Nordafrica.

### Cibo ed Alimentazione
Questi uccelli si nutrono soprattutto immergendosi o stando in superficie. Mangiano piante acquatiche, insieme ad alcuni molluschi, insetti acquatici e piccoli pesci. Spesso si nutrono di notte e lo fanno sia immergendosi sott'acqua per metà (facendo grandi schizzi) che immergendosi completamente.

### Riproduzione
Nidifica in primavera inoltrata. 

### Spostamenti
Questi sono uccelli gregari, che in inverno formano grandi stormi, spesso misti ad altre anatre tuffatrici, come morette eurasiatiche e moriglioni.

## Status e conservazione
È una delle specie protette dall'Agreement on the Conservation of African-Eurasian Migratory Waterbirds (AEWA).
In Italia uno dei siti più importanti, zona AEWA d'eccellenza (anche se in Italia non ancora identificate e codificate), per lo stazionamento e per la nidificazione di quest'Anatide, era il Pantano Leone di Campobello di Mazara (Sicilia - TP). Il prosciugamento estivo dello stagno, Zona di Protezione Speciale ITA010031 (dovuto alla carente azione reale di tutela della Regione e del Comune), a decorrere dal 2010, ha compromesso la nidificazione e nel corso degli anni ha fatto registrare anche il declino dei soggetti presenti nelle altre "Zone Umide del Mazarese" (IBA 162). Zone Umide che nel 2013, assieme al Lago Trasimeno e alla Foce del Simeto, sono state classificate d'importanza internazionale per lo svernamento di Aythya nyroca. Altri siti di rilevanza nazionale sono gli stagni Cuba, Longarini, Bruno, Baronello, Ciaramiraro e Morghella, tutti nelle province di Siracusa e Ragusa. I primi due pantani, fortunatamente, sono protetti dal 2013, essendo stati acquistati e tutelati dalla fondazione onlus tedesca Stiftung Pro Artenvielfalt (Fondazione Pro Biodiversità). Sfortunatamente, rimangono aperti all'attività venatoria, fortemente limitante e impattante per questa specie a rischio, le altre zone umide citate della Sicilia sud-orientale.

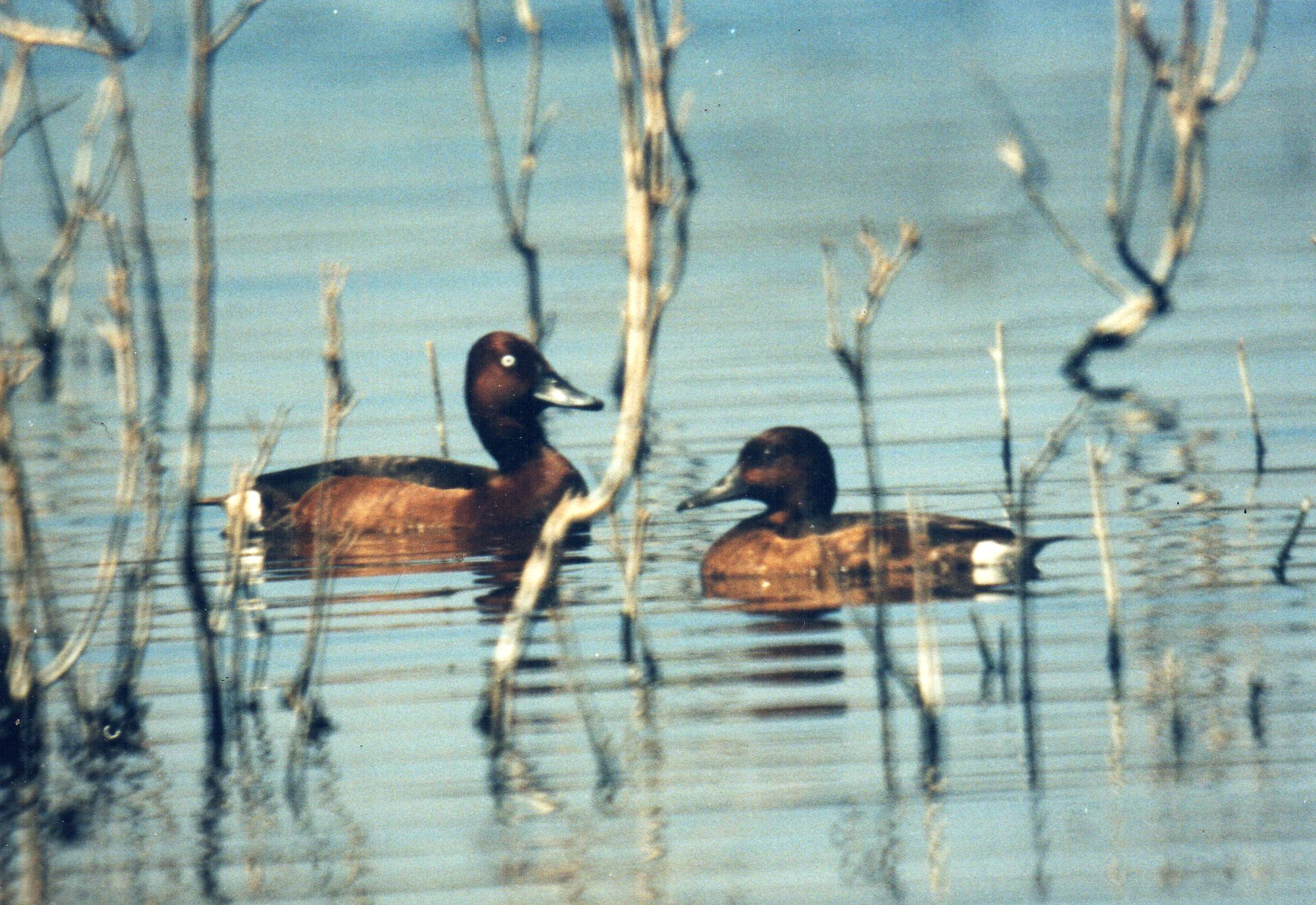